# 硝化刺菌属
硝化刺菌属为硝化刺菌科的一个属。该属的模式种为纤细硝化刺菌（Nitrospina gracilis）。

## 下属物种
- 纤细硝化刺菌 Nitrospina gracilis Watson and Waterbury, 1971